# Armando Oréfiche
Armando Oréfiche (L'Avana, 5 giugno 1911 – Las Palmas de Gran Canaria, 24 novembre 2000) è stato un compositore e pianista cubano.

## Biografia
Considerato uno dei massimi esponenti dei generi musicali della Rumba e della Conga, tra il 1932 e il 1947 suona con i Lecuona Cuban Boys. Nel 1947 fonda gli Havana Cuban Boys, insieme ai quali appare in un film del 1949 diretto da Giorgio Ferroni, Vivere a sbafo, anche se al momento la pellicola è invedibile. Compositore di colonne sonore per pellicole di Hollywood e di canzoni (interpretate tra gli altri da Joséphine Baker e Maurice Chevalier), tra i diversi artisti con cui collabora, c'è  Ray Martino. Nel 1961 si stabilisce a Madrid, dove rimane per trent'anni. Sciolto il gruppo Havana Cuban Boys negli anni '80, suona come pianista nell'Hotel Reina Isabel di Las Palmas de Gran Canaria, dove è deceduto all'età di 89 anni.